# BASP1
BASP1‏ (Brain abundant membrane attached signal protein 1) هوَ بروتين يُشَفر بواسطة جين BASP1 في الإنسان.